# Hồ Thanh Phong
Hồ Thanh Phong (sinh năm 1995) là một vận động viên Taekwondo Việt Nam. Anh là thành viên đội tuyển Taekwondo Hồ Chí Minh, với thành tích đạt hơn 70 huy chương quốc nội và quốc tế.

## Sự nghiệp
Hồ Thanh Phong được định hướng và tập luyện Taekwondo từ nhỏ. Ngay từ lớp 3, Thanh Phong đã bắt đầu tham gia thi đấu và có thành tích ở các giải đấu cấp thành phố. Năm 2012, anh tham gia thi đấu ở Thái Lan và giành được Huy chương Vàng. Cũng trong năm này, anh đạt được danh hiệu kiện tướng Taekwondo quốc gia.
Năm 2013, anh thi đậu vào ngành quản lý thể thao Trường Đại học Tôn Đức Thắng. Trong khoảng thời gian theo học đại học, Thanh Phong còn là gương mặt Đại sứ Tài năng, Đại sứ thân thiện tại cuộc thi thể thao của trường. Cuối năm 2014, Hồ Thanh Phong được cử đánh giải tại Iran và giành huy chương bạc.
Năm 2018, Thanh Phong gặp chấn thương đứt dây chằng trong khi tham gia Đại hội Thể thao toàn quốc được tổ chức 4 năm một lần, phải nhập viện phẫu thuật. Cũng trong thời gian dưỡng thương này, anh bắt đầu bước chân vào con đường nghệ thuật, tham gia ca hát và diễn xuất. Đặc biệt, Hồ Thanh Phong đã tham gia bộ ảnh "Dệt hoa trên gấm" nhằm quảng bá cho cổ phục Việt Nam và bộ phim Phượng khấu. Năm 2019, Thanh Phong tham gia chương trình "Trời sinh một cặp" phát sóng trên VTV3, và đóng vai thứ chính trong tác phẩm điện ảnh Gạo chợ nước sông của đạo diễn Huỳnh Tuấn Anh.

## Thành tích nổi bật

### Thể thao
| Năm  | Giải đấu                                                      | Nơi diễn ra | Thành tích      | Nguồn  |
| ---- | ------------------------------------------------------------- | ----------- | --------------- | ------ |
| 2012 | Giải Cup câu lạc bộ Quốc tế                                   | Thái Lan    | Huy chương vàng | [ 10 ] |
| 2012 | Giải Cup đại sứ Hàn Quốc                                      | Hàn Quốc    | Huy chương vàng | [ 10 ] |
| 2014 | Giải trẻ toàn quốc                                            | Việt Nam    | Huy chương vàng | [ 10 ] |
| 2016 | Giải quân sự thế giới                                         | Iran        | Huy chương bạc  | [ 10 ] |
| 2017 | Giải Taekwondo Bãi biển Thế giới                              | Hy Lạp      | Huy chương vàng | [ 11 ] |
| 2017 | Giải Đại hội Sinh viên thế giới                               | Đài Loan    | Huy chương đồng | [ 12 ] |
| 2017 | SEA Games 29                                                  | Malaysia    | Huy chương đồng | [ 13 ] |
| 2018 | Giải Taekwondo các câu lạc bộ mạnh toàn quốc                  | Việt Nam    | Huy chương vàng | [ 10 ] |
| 2018 | Giải vô địch châu Á (Asian Taekwondo Championships) lần thứ 5 | Việt Nam    | Huy chương vàng | [ 14 ] |

### Giải trí
- Top 10 Hot Vteen toàn quốc 2014.[15]
- Top 10 Fasshion Icon 2015.